# Saison 2 de Ninjago : Le Soulèvement des Dragons
Chronologie
Saison 1 Saison 3
Cet article présente la saison 2 de la série Ninjago : Le Soulèvement des Dragons. Cette saison est composée de 20 épisodes de 22 minutes, qui sont divisés en deux parties pour leur diffusion.
En France, les cinq premiers épisodes sortent le 31 mars 2024 en avant-première sur Okoo et France 4 tandis que les cinq derniers de la partie 1 sortent le 7 avril 2024. Aux États-Unis, les dix premiers épisodes sont pas diffusés le 4 avril 2024 sur Netflix,,. La partie 2 est diffusée à partir du 1er jusqu'au 8 octobre sur Okoo puis à partir du 19 octobre sur France 4.

## Synopsis

### Partie 1
Après la chute d'Impérium, Lord Ras arrive au Dojo de l'Ombre accompagné de Jordana. Il se saisit du Gong de la Destruction, un objet capable d'augmenter la puissance des Guerriers au Masque de Loup et de Cinder, le nouveau Maître Élémentaire de la Fumée, en leur accordant une technique de combat surpuissante : le Spin Destructeur.
Au Monastère, Lloyd est la proie de visions étranges mettant en scène une mystérieuse Lune de Sang. Les Dragons Source l'informent de l'existence d'un Maître Dragon qui serait capable de leur enseigner une technique capable de combattre le Clan des Loups.
Les Ninjas doivent donc apprendre la technique du Dragon Rebelle auprès d'Egalt le Maître Dragon avant que Ras ne complète le Rituel de la Lune de Sang et ne libère les êtres les plus puissants des Royaumes Fusionnés : les Cinq Bannis !

### Partie 2
Au Royaume de la Folie, la Matriarche des Montagnes est tuée. Le Dragon Source du Mouvement apparaît alors au Monastère et ordonne aux Ninjas de découvrir l'identité du mystérieux agresseur. Pour cela, ils doivent se rendre à la Cité des Temples et prendre part au Grand Tournoi des Sources.
Organisé depuis des millénaires en l'honneur des Dragons Source, cette compétition légendaire va, pour la première fois depuis la Fusion, rassembler les Maîtres Elémentaires de tous les Royaumes Fusionnés. À l'issue de chaque combat, le perdant transfère son Pouvoir Elémentaire au gagnant, qui en obtient l'usage pour le restant du Tournoi.
Entre nouveaux ennemis, anciens alliés, mystères, tricheries et retournements de situation, les Ninjas doivent se tenir prêt à tout pour empêcher Lord Ras, représenté par Nokt et Cinder, d'emporter le Tournoi des Sources.

## Épisodes
| N° | N°     | Titre français                      | Titre original             | Écrit par                     | Réalisé par                |
| Global | Saison | Titre français                      | Titre original             | Écrit par                     | Réalisé par                |
| --- | ------ | ----------------------------------- | -------------------------- | ----------------------------- | -------------------------- |
| 21 | 1      | La Lune de Sang                     | The Blood Moon             | Kevin Burke Chris "Doc" Wyatt | Daniel Ife                 |
| Dans les Terres de Lave, Ras et Jordana ouvrent les portes du Dojo de l'Ombre avec l'énergie drainée du Dragon Source. À l'intérieur, ils trouvent de mystérieux Masques de Loup et le Gong de la Destruction. Lloyd, lui, est en proie à des cauchemars effrayants mettant en scène une Lune de Sang. À la Jonction, les braquages de magasins d'antiquité se multiplient. La nuit, Arin, Sora et Riyu montent la garde et finissent par tomber sur le voleur qui est à la recherche du Maillet de la Destruction. Il s'agit de Cinder, le Maître Elémentaire de la Fumée. |        |                                     |                            |                               |                            |
| |        |                                     |                            |                               |                            |
| 22 | 2      | Des rêves détruits                  | Shattered Dreams           | Liz Hara                      | Shane Poettcker Allan Phan |
| Le Royaume des Nuages est attaqué par Clan des Loups, mais Euphrasia, la Maîtresse Elémentaire du Vent, parvient à s'échapper de justesse et retrouve les Ninjas. Ras est à la recherche d'informations sur la Lune de Sang, un événement très rare au cours duquel il pourra ramener à la vie les Cinq Bannis, un groupe de Maîtres Elémentaires corrompus. Les Ninjas arrivent à la rescousse des Ecrivains des Nuages, sans savoir qu'avec le Gong et le Maillet en sa possession, le Clan des Loups débloque le Spin Destructeur, une forme corrompue du Spinjitzu créée par les Cinq Bannis. |        |                                     |                            |                               |                            |
| |        |                                     |                            |                               |                            |
| 23 | 3      | La Grotte aux Illusions             | Beyond the Phantasm Cave   | Tanya Yuson                   | Daniel Ife                 |
| Alors que Cinder et Jordana se disputent les faveurs de Ras, au Monastère, les Ninjas du monastère sont abattus. Ils ne savent pas comment riposter face au Spin Destructeur de Cinder, qui a cassé la jambe de Braséra. Lloyd implore l'aide des Dragons Source, qui lui révèlent l'existence d'un vieux maître capable de les entraîner. Ensemble, les Ninjas partent à la recherche de ce maître, tandis que Braséra monte secrètement à bord du Bounty. Les Ninjas vont devoir passer des épreuves s'ils souhaitent rencontrer ce fameux maître. |        |                                     |                            |                               |                            |
| |        |                                     |                            |                               |                            |
| 24 | 4      | La Force venue de l'Est             | Force From the East        | Hanah Lee Cook                | Shane Poettcker Allan Phan |
| Les Ninjas recherchent le fameux maître capable de leur apprendre à combattre le Spin Destructeur mais ils doivent passer une dernière épreuve pour le trouver. Ils passent le test et découvrent que le maître qu'ils recherchent est en fait un groupe de deux vieux Dragons, Rontu et Egalt, qui acceptent à contrecœur de les entraîner. Pendant ce temps, la Terre des Égarés est attaquée par Ras et les Guerriers au Masque de Loup, à la recherche de Scolette, la dernière pièce manquante. Cole et les Égarés doivent réussir à réactiver le portail de téléportation pour fuir le Clan des Loups et rejoindre Zane au Monastère. |        |                                     |                            |                               |                            |
| |        |                                     |                            |                               |                            |
| 25 | 5      | Le Sort de la Cascade               | The Spell at the Waterfall | Kevin Burke Chris "Doc" Wyatt | Daniel Ife                 |
| Lloyd, Arin, Kai et Nya s'entraînent dur sous le regard d'Egalt le Maître Dragon pour apprendre la technique du Dragon Rebelle. Pendant ce temps, Sora et Riyu apprennent les bases du Spinjitzu avec Rontu. Braséra, elle, ne peut que regarder à cause de sa blessure. Au Monastère, après avoir échappés de justesse du Clan des Loups, Scolette dévoile à Zane, Cole et Géo sa véritable nature et leur raconte son triste passé. Au Royaume des Nuages, alors que la Lune de Lang se rapproche, Ras est convoqué par son Maître. |        |                                     |                            |                               |                            |
| |        |                                     |                            |                               |                            |
| 26 | 6      | En route pour Mystérium             | To Mysterium               | Eugene Son                    | Shane Poettcker            |
| Cole, Zane et Scolette se lancent dans un voyage dangereux dans le Royaume de Mystérium. Sur le chemin, ils sont victimes d'une illusion et sont capturés par Dorama. Pendant ce temps, Arin, Lloyd, Nya et Kai continuent de s'entraîner sans relâche sous le regard d'Egalt pour apprendre la technique du Dragon Rebelle pendant que Rontu voit beaucoup de potentiel chez Sora et Riyu. Malgré ses efforts, Arin, lui, n'évolue pas et sa frustration le conduit à commettre une grosse erreur qui va mettre en péril son entraînement. |        |                                     |                            |                               |                            |
| |        |                                     |                            |                               |                            |
| 27 | 7      | Les Fugitifs du Royaume de la Folie | Fugitive From Madness      | Kevin Burke Chris "Doc" Wyatt | Daniel Ife                 |
| Au Monastère de Mystérium, Scolette, accompagnée par Cole et Zane, rencontre sa créatrice, Gandalaria la Grande Sorcière. Pendant ce temps, les visions de Lloyd deviennent de plus en plus violentes, signifiant que la Lune de Sang est très proche. Contre toute attente, avec l'aide de sa sœur Nya, Kai parvient à débloquer la technique du Dragon Rebelle. Malheureusement, la Lune de Sang se lève, et Egalt et Rontu se transforment en pierre, mettant un terme à l'entraînement des autres Ninjas. À Mystérium, les Agents de l'Administration arrivent pour réquisitionner Zane, tandis que Scolette tombe sur Jay, l'ancien Ninja de la Foudre. |        |                                     |                            |                               |                            |
| |        |                                     |                            |                               |                            |
| 28 | 8      | Les Secrets des Terres de Lave      | Secrets of the Wyldness    | Liz Hara                      | Shane Poettcker            |
| Rontu et Egalt se sont transformés en pierre. Les Ninjas se retrouvent sans maître capable de leur enseigner le Dragon Rebelle. Les visions de Lloyd indiquent que les Ninjas doivent se rendre au Royaume des Terres de Lave. L'équipe monte à bord du Bounty. Au même moment, Cole, Zane, Gandalaria et Scolette parviennent à fuir les Agents de l'Administration et partent se réfugier dans l'entrepôt mystique de la sorcière. Jordana, quant à elle, parvient à faire crasher le Bounty en plein vol grâce à la magie théroxienne, forçant les Ninjas à se séparer, et réussit à kidnapper Scolette. |        |                                     |                            |                               |                            |
| |        |                                     |                            |                               |                            |
| 29 | 9      | La Forêt des Esprits                | The Forest of Spirits      | Hannah Lee Cook               | Daniel Ife                 |
| Dans l'entrepôt mystique, Cole, Zane et Gandalaria parviennent à trouver un sort de libération et partent au secours de Scolette, mais ils tombent sur le Royaume des Nuages qui est en chute libre. Braséra, Kai et Sora se déguisent en Guerriers au Masque de Loup pour infiltrer secrètement le rituel, pendant que Lloyd et Nya s'aventurent à travers la Forêt des Esprits. Arin et Riyu, quant à eux, parviennent à libérer Scolette de l'emprise de Jordana. Au Dojo de l'Ombre, Jordana arrive les mains vides. Ras, furieux de son échec, se met en chasse... |        |                                     |                            |                               |                            |
| |        |                                     |                            |                               |                            |
| 30 | 10     | Ninja Rebelle                       | Rising Ninja               | Kevin Burke Chris "Doc" Wyatt | Shane Poettcker            |
| Au Dojo de l'Ombre, Ras a tout ce qu'il faut pour libérer les Cinq Bannis et commence le Rituel de la Lune de Sang. Cependant, les Ninjas débarquent pour y mettre un terme. Scolette est retransformée en sort, ce qui ouvre le portail d'invocation. Alors que Cinder met à mal les Ninjas avec son Spin Destructeur, Kai retourne la situation avec la technique du Dragon Rebelle. Mais Ras parvient à le projeter dans le portail d'invocation, ce qui permet à Nokt, l'un des Bannis, de revenir. Finalement, Lloyd et Nya parviennent à utiliser la technique de combat du Dragon Rebelle et referment le portail à temps. Les Cinq Bannis ne sont pas tous libérés mais Kai et Scolette sont toujours piégés... Le Maître de Ras téléporte le Clan des Loups, furieux. Ras le rassure : ils remporteront quoiqu'il arrive le Grand Tournoi des Sources. |        |                                     |                            |                               |                            |
| |        |                                     |                            |                               |                            |
| 31 | 11     | La Forme du Mouvement               | The Shape of Motion        | Kevin Burke Chris "Doc" Wyatt | Daniel Ife                 |
| Après avoir infiltré l'Administration sans succès, Arin, Sora et Riyu découvrent que la Matriarche des Montages est morte. Les Ninjas sauvent son bébé Dragon et partent en mission pour le ramener à sa tribu. Pendant ce temps, au Dojo de l'Ombre, Nokt et Cinder améliorent leur Spin Destructeur sous le regard de Ras, bien décidé à avancer dans son plan... De retour au Monastère, les Ninjas reçoivent la visite inattendue du Dragon Source du Mouvement, qui leur ordonne de participer au Grand Tournoi des Sources afin de découvrir l'identité du tueur de Dragons. |        |                                     |                            |                               |                            |
| |        |                                     |                            |                               |                            |
| 32 | 12     | Bienvenue dans la Cité des Temples  | Enter the City of Temples  | Liz Hara                      | Shane Poettcker            |
| Lloyd part retrouver Egalt et Rontu afin de leur demander d'être leurs Maîtres pendant le Tournoi. Pendant ce temps, les Maîtres Elémentaires de tous les Royaumes Fusionnés reçoivent leur invitation au Tournoi des Sources. Les Ninjas se rendent à la porte d'entrée mais découvrent avec stupeur qu'ils n'ont pas été invités. Après une tentative infructueuse de négociation avec Bleckt, l'organisateur de l'événement, ils se décident à forcer les portes de la Cité des Temples pour tenter d’y participer. |        |                                     |                            |                               |                            |
| |        |                                     |                            |                               |                            |
| 33 | 13     | Le Festin de Bienvenue              | They Gather for the Feast  | Kevin Burke Chris "Doc" Wyatt | Daniel Ife                 |
| Alors qu'Arin fait ses retrouvailles avec son ami d'enfance Frak, devenu le Maître Elémentaire des Séismes. Les Ninjas ont droit à une visite de la Cité des Temples avec Roby, le Maître des Cérémonies. Le soir, les Maîtres Elémentaire sont invités à un banquet de bienvenue, au cours duquel les tensions s'aggravent. Pendant la nuit, une mystérieuse figure masquée s'infiltre dans les quarties des Ninjas et tente d'assassiner Lloyd. Une course-poursuite à travers la Cité des Temples s'engage. |        |                                     |                            |                               |                            |
| |        |                                     |                            |                               |                            |
| 34 | 14     | Le Labyrinthe                       | Inside the Maze            | Eugene Son                    | Shane Poettcker            |
| Arin commence son enquête pour retrouver les Cornes de Dragon volées. Sora soupçonne Frak de travailler avec Ras. Le Tournoi des Sources débute et c'est Zane qui ouvre le bal, en affrontant Zur, le Maître Elémentaire des Réflexes. Nya, quant à elle, affronte un adversaire inattendu : Jay ! De leur côté, Kai et Scolette essaient de ne pas se faire prendre par les Cinq et découvrent un moyen pour se faire entendre depuis les Tréfonds. |        |                                     |                            |                               |                            |
| |        |                                     |                            |                               |                            |
| 35 | 15     | Unis dans l'adversité               | United We Fall             | Tanya Yuson                   | Daniel Ife                 |
| Le Tournoi continue et Braséra doit affronter son ennemi juré, Cinder. Après une défaite retentissante, les Ninjas sont piégés par Cinder, et sont contraints de participer à une course autour de la Cité des Temples pour pouvoir rester dans le Tournoi des Sources. Riyu, quant à lui, continue de suivre la voix de Kai. Pendant la course, Arin s'infiltre dans les quartiers ennemis en quête d'indice, mais il est surpris par Ras, qui lui fait une révélation folle au sujet des origines de la Fusion. |        |                                     |                            |                               |                            |
| |        |                                     |                            |                               |                            |
| 36 | 16     | Vérité et mensonges                 | Truth and Lies             | Kevin Burke Chris "Doc" Wyatt | Shane Poettcker            |
| [la description de l'épisode sera prochainement révelée] |        |                                     |                            |                               |                            |
| |        |                                     |                            |                               |                            |
| 37 | 17     | L'Épée Brisée                       | The Sword Shatters         | Glen Lakin                    | Daniel Ife                 |
| [la description de l'épisode sera prochainement révelée] |        |                                     |                            |                               |                            |
| |        |                                     |                            |                               |                            |
| 38 | 18     | Des indices et des suspects         | Clues and Suspects         | Liz Hara                      | Shane Poettcker            |
| [la description de l'épisode sera prochainement révelée] |        |                                     |                            |                               |                            |
| |        |                                     |                            |                               |                            |
| 39 | 19     | Le Combat Final                     | The Final Game             | Eugene Son                    | Daniel Ife                 |
| Le Tournoi des Sources touche à sa fin avec le combat final opposant Sora contre Nokt le Banni. Au Monastère des Portes, Cole et Arin retrouvent Wu, qui leur annonce de terribles nouvelles. Braséra, de son côté, découvre les preuves que Bleckt a triché. |        |                                     |                            |                               |                            |
| |        |                                     |                            |                               |                            |
| 40 | 20     | Trahison élémentaire                | Elements of Betrayal       | Kevin Burke Chris "Doc" Wyatt | Shane Poettcker            |
| [la description de l'épisode sera prochainement révelée] |        |                                     |                            |                               |                            |

## Personnages et distribution

### Personnages principaux
- Arin (doublé par Corentin Burki) : ayant appris le Spinjitzu seul et créé le Lancer de Spinjitzu, le jeune garçon ne parvient plus à évoluer depuis la victoire des Ninjas à Impérium. Démotivé, Arin pense qu'il n'a pas sa place dans l'équipe. Egalt accepte à contrecœur de l'entraîner pour maîtriser la technique du Dragon Rebelle, mais cela s'annonce beaucoup plus compliqué que prévu car il manque de confiance en lui.
- Sora (doublée par Marie Braam) : la Maîtresse Élémentaire de la Technologie. Depuis la bataille des Ninjas à Impérium, elle n'a plus besoin de l'étincelle élémentaire de Riyu pour pouvoir utiliser ses pouvoirs. Rontu voit beaucoup de potentiel en elle et la pousse à apprendre le Spinjitzu. Pessimiste et persuadée de tout faire à l'envers, la jeune fille va devoir gagner en confiance.
- Lloyd Garmadon (doublé par Thibault Delmotte) : le légendaire Ninja Vert. Depuis qu'il a servi d'intermédiaire au Dragon Source d'Impérium, Lloyd est en proie à des visions étranges et dérangeantes mettant en scène une Lune de Sang. Les Dragons Source lui indique l'existence d'un ancien maître capable de leur enseigner la technique du Dragon Rebelle. Lloyd va devoir accepter ses visions et parvenir à arrêter Ras pour espérer un jour atteindre les attentes de son oncle, Maître Wu.
- Riyu (doublé par Brian Dummond) : ayant bien grandi depuis la victoire des Ninjas à Impérium, le Dragon adolescent ne sait pour autant toujours pas voler. Rontu voit beaucoup de potentiel en lui et le pousse à apprendre le Spinjitzu.
- Braséra (doublée par Delphine Chauvier) : la Maîtresse Élémentaire de la Chaleur. Lors de la bataille au Royaume des Nuages contre le Clan des Loups, Braséra est gravement blessée au pied par Cinder et son Spin Destructeur. La jeune fille au tempérament explosif va devoir prendre son mal en patience pour laisser le temps à sa blessure de guérir, et ne pourra donc pas participer à l'entraînement des Ninjas avec Rontu et Egalt.
- Kai (doublé par Aurélien Ringelheim) : le Maître Élémentaire du Feu.
- Nya (doublée par Marie-Line Landerwijn) : la Maîtresse Élémentaire de l'Eau.
- Zane (doublé par Jean-Michel Vovk) : le Maître Élémentaire de la Glace
- Cole (doublé par Marc Weiss : le Maître Élémentaire de la Terre.

### Personnages secondaires
- Egalt : le Maître Dragon de Deuxième Croc. Des millénaires plus tôt, avec Rontu, il a créé la technique du Dragon Rebelle et a emprisonné les Cinq Bannis. Méfiant envers les humains, il est d'abord très réticent à l'idée d'entraîner les Ninjas. Bien que Rontu ait parvenu à le convaincre, il reste persuadé qu'ils ne parviendront pas à maîtriser la technique du Dragon Rebelle.
- Rontu : le Maître Dragon de Premier Croc. Des millénaires plus tôt, aux côtés d'Egalt, elle a créé la technique du Dragon Rebelle et a emprisonné les Cinq Bannis. Elle est plus enjouée à l'idée d'entraîner les Ninjas. Voyant beaucoup de potentiel en Sora et Riyu, elle les entraîne pour qu'ils parviennent à maîtriser le Spinjitzu.
- Scolette (doublé par Monia Douieb)
- Kreel (doublé par Dominique Wagner) :
- Euphrasia (doublé par Marie Alexandre)
- Geo (doublé par David Manet)
- Lobbo (doublé par Emmanuel Dell'erba :
- Tartigrade (doublé par Pierre Le Bec :

### Personnages antagonistes

#### Clan des Loups
Le Clan des Loups est le groupe antagoniste de la saison 2. Dirigés par Lord Ras, ses membres valent un culte aux Cinq Bannis. À l'aide du Gong de la Destruction, le Clan des Loups obtient une technique de combat surpuissante : le Spin Destructeur, qui est une version corrompue et oubliée du Spinjitzu. Leur but est de ramener à la vie les Cinq Bannis lors du rituel de la Lune de Sang.
- Rapton (doublé par Sébastien Hébrant :
- Professeur Larrow (doublée par Muriel Bursy :
- Lord Ras (doublé par Jean-François Rossion) : aux ordres de son mystérieux maître, cet homme-tigre a pour but de ramener à la vie les Cinq Bannis. Pour cela, il regroupe le Clan des Loups et manie le Gong de la Destruction. En libérant ces pouvoirs obscurs, il compte prendre le contrôle des Royaumes Fusionnés avec son maître.
- Jordana (doublé par Frédérique massinon : une Impérienne anciennement au service de l'Impératrice Béatrix, elle a été recrutée par Lord Ras dans le but d'apprendre les arts mystiques. Elle est chargée de préparer et de mener à bien le rituel de la Lune de Sang.
- Cinder(doublé par Jonathan Simon : le nouveau Maître Élémentaire de la Fumée, il a été recruté par Lord Ras et a appris les enseignements interdits des Cinq Bannis. Lorsque le Gong de la Destruction est frappé, il débloque la technique de combat du Spin Destructeur.
- Guerriers au Masque de Loup : membres du Clan des Loups. Ils valent un culte aux Cinq Bannis. Lorsque le Gong de la Destruction est frappé, leurs compétences de combat sont décuplées.
- Maître de Ras : une entité mystérieuse très puissante. Il convoque régulièrement Ras pour lui indiquer les prochaines étapes de son plan visant à dominer les Dragons Source et n'hésite pas à lui venir en aide en cas de souci.

#### Cinq Bannis
Les Cinq Bannis sont un groupe de Maîtres Élémentaires corrompus ayant créé le Spin Destructeur, une forme sombre et destructrice du Spinjitzu. Emprisonnés par Egalt et Rontu des millénaires plus tôt, toute trace de leur existence a été effacée. Cependant, pendant le Rituel de la Lune de Sang, Lord Ras parvient à libérer l'un d'entre eux, Nokt, après avoir sacrifié Kai.
- Nokt : l'un des Cinq Bannis et un Maître Élémentaire. Il est libéré par Ras lors du Rituel de la Lune de Sang en échange du sacrifice de Kai. Après la défaite du Clan des Loups, Ras lui colle un dispositif lui permettant de le contrôler.
- Rox : l'un des Cinq Bannis et un Maître Élémentaire.
- Zarkt : l'un des Cinq Bannis et un Maître Élémentaire.
- Drix : l'un des Cinq Bannis et un Maître Élémentaire.
- Kur : l'un des Cinq Bannis et un Maître Élémentaire.

#### L'Administration
L'Administration est un groupe antagoniste secondaire de la saison 2. Toujours persuadés d'avoir le plein pouvoir sur les Royaumes Fusionnés, les Agents de l'Administration comptent bien veiller à ce que tout soit en règle.
- Agent Jay Walker (doublé par Alessandro Belivacqua) : le Maître Élémentaire de la Foudre et l'ancien membre de l'équipe des Ninjas. N'ayant aucun souvenir de sa vie avant la Fusion, Jay ne se souvient pas de son ancienne vie de ninja et cherche à tout prix à cacher ses pouvoirs.
- Agent Allen (doublé par David Manet):
- Agent Underwood (doublé par Monia Douieb):

### Autres personnages
- Jonction : Kreel, Fedulian, Hantro.
- Royaumes des Nuages : Seutonius, Euphrasia.
- Impérium : Percival.
- Terre des Égarés : Géo, Scolette, Spitz, Fritz.
- Mystérium : Dorama, Gandalaria.

## Musique
Comme pour la saison 1, les bandes-son de la saison 2 de Ninjago : Le Soulèvement des Dragons sont composées par Adam Dib, Michael Kramer et Jay Vincent.

### Sorties YouTube
Une semaine après la sortie des 10 premiers épisodes de la saison 2, le 12 avril 2024, NinjagoMusic commence à sortir les bandes-son sur leur chaîne YouTube.
| No  | Titre                        | Durée |
| --- | ---------------------------- | ----- |
| 1.  | Temple of the Forbidden Five | 2:50  |
| 2.  | The Visions Are Real         | 3:09  |
| 3.  | Cloud Kingdom Showdown       | 4:14  |
| 4.  | Source Dragon Council        | 2:55  |
| 5.  | Into the Phantasm Cave       | 2:38  |
| 6.  | Dragon Training              | 3:35  |
| 7.  | Bonzle Meets Wu              | 3:10  |
| 8.  | Rising Dragon                | 1:01  |
| 9.  | Ras Tempts Arin              | 2:07  |
| 10. | Lloyd's Nightmare            | 0:50  |
| 11. | Blood Moon Rising            | 1:06  |

Le 12 avril 2024, la bande-son Temple of the Forbidden Five est publiée. Cette bande-son est jouée lors de la scène d'introduction de la saison 2, lorsque Ras, accompagné de Jordana, ouvre le Dojo de l'Ombre avec l'énergie brute drainée du Dragon Source anciennement emprisonné à Impérium.
Le 19 avril, la bande-son The Visions Are Real est publiée. Celle-ci est jouée à différentes occasions lors des 10 premiers épisodes de la saison 2, notamment lorsque Lloyd est victime de visions.
Le 26 avril, la bande-son Cloud Kingdom Showdown est publiée. Cette bande-son accompagne l'affrontement entre les Ninjas et le Clan des Loups lors de l'épisode 2, pendant lequel les Ninjas découvrent le Spin Destructeur.
Le 3 mai, la bande-son Source Dragon Council est publiée. Celle-ci accompagne Lloyd dans l'épisode 3, lorsqu'il assiste à la discussion des Dragons Source après leur avoir imploré de l'aide.
Le 10 mai, la bande-son Into the Phantasm Cave est publiée . Elle est jouée dans l'épisode 3, lorsque les Ninjas affrontent leur plus grande peur dans la Grotte aux Illusions. Cette bande-son est composée de plusieurs leitmotivs remixés afin de leur ajouter une dimension dérangeante et effrayante.
Le 17 mai, la bande-son Dragon Training est publiée. Celle-ci est jouée des épisodes 5 à 7 lorsque les Ninjas s'entraînent avec Egalt et Rontu.
Le 25 mai, la bande-son Bonzle Meets Wu est publiée. Elle accompagne les flashbacks de Scolette dans l'épisode 5, lors de sa rencontre avec Maître Wu.
Le 1er juin, la bande-son Rising Dragon est publiée. Cette dernière est jouée lorsque la Technique du Dragon Rebelle est performée par Kai dans les épisodes 7 et 10 et par Lloyd et Nya dans l'épisode 10.
Le 14 juin, la bande-son Ras Tempts Arin est publiée. Cette bande-son accompagne l'affrontement entre Ras et Arin dans l'épisode 9, pendant lequel Ras propose à Arin de l'entraîner pour enfin évoluer et devenir plus fort.
Le 5 juillet, les bandes-son Lloyd's Nightmares et Blood Moon Rising sont publiées. La première est jouée lorsque Lloyd est victime de visions tandis que la deuxième est jouée dans l'épisode 7, lorsque la Lune de Sang se lève.

## Promotion
Le 24 juillet 2023, lors de la SDCC 2023, après avoir parlé de la partie 2 de la saison 1, les membres de l'équipe sur place annoncent qu'en vue de l'énorme succès des débuts de la nouvelle série, la saison 2 est d'ores et déjà confirmée pour l'année 2024. Un peu plus tard dans la soirée, il est confirmé par Chris "Doc" Wyatt et Kevin Burke sur X (anciennement Twitter) que la saison 2 sera, similairement à la saison 1, composée de 20 épisodes de 22 minutes.
Le 9 septembre, Chris "Doc" Wyatt a confirmé en répondant à la question d'un fan que la saison 2 ne porterait pas de sous-titre, similairement à la saison 1.
Le 31 janvier 2024, un court teaser est publié, intitulé « LEGO NINJAGO Dragons Rising | Season 2 Teaser ». Il présente les premières images de la saison 2 mais ne contient aucun dialogue. Il met en scène les personnages protagonistes et antagonistes de la saison : les Ninjas d'un côté, Lord Ras et le Clan des Loups de l'autre. Au même moment, le site NINJAGO.com est mis à jour, où l'on retrouve un poster promotionnel pour la saison 2 et un compte à rebours indiquant que la saison sera diffusée le 4 avril 2024 pour la plupart des pays.
Le 2 février 2024, un premier extrait de la saison 2 est publié, intitulé « Ras at Shadow Dojo | LEGO NINJAGO Dragons Rising | Season 2 ». Il met en scène Lord Ras et Jordana, à travers une jungle, discutant à propos de l'égoïsme du peuple d'Impérium. La discussion s'achève lorsque le duo arrive à leur destination : le Dojo de l'Ombre. Cet extrait confirme que Chima fait partie du Royaume des Terres de Lave.
Le 21 février 2024, un deuxième extrait de la saison 2 est publié, intitulé « The Dragon Master | LEGO NINJAGO Dragons Rising | Season 2 ». Dans celui-ci, Lloyd raconte à Arin et Sora que les Dragons Sources sont de nouveau apparus dans une vision pour lui envoyer un message, selon lequel un Maître Dragon serait capable de les entraîner à combattre Lord Ras et le Clan des Masques de Loup.
Le 24 février 2024, un troisième extrait de la saison 2 est publié, intitulé « The Blood Moon | LEGO NINJAGO Dragons Rising | Season 2 ». Lord Ras et Jordana entrent dans le Dojo de l'Ombre, dans lequel se trouve les Masques de Loup ainsi qu'un mystérieux gong. Lorsque la Lune de Sang arrivera, Ras pourra dévoiler des secrets interdits et libérer les êtres les plus puissants des Royaumes Fusionnés.
Le 29 février 2024, un quatrième extrait de la saison 2 est publié, intitulé « Ninja Mission | LEGO NINJAGO Dragons Rising | Season 2 ». Au milieu des nuages à bord du Bounty, alors qu'Arin, Sora et Riyu s'entraînent sur le pont, Lloyd fait part de ses peurs à Nya : le Ninja Vert craint que ses visions ne soient en train de les guider vers un piège, au lieu de les mener à un soi-disant maître qui serait capable de les entraîner à combattre le Clan des Loups.
Le 1 mars 2024, il est annoncé sur le compte Instagram d'Okoo qu'une avant-première des trois premiers épisodes de la saison 2 prendra place au Forum des Images à Paris le 23 mars 2024. Dans le même article, le synopsis de la saison est révélé : « Pour empêcher le retour des Cinq Bannis, les ninjas doivent apprendre une nouvelle technique et participer au grand Tournoi des Sources... ». Il est ensuite confirmé que la saison 2 sera disponible sur Okoo à compter du 4 avril 2024.
Le 5 mars 2024, un court teaser est publié sur le compte Instagram d'Okoo. Doublé en français, il est révélé que le but de Ras est de libérer les Cinq Bannis. Pour cela, il accorde au Clan des Loups un pouvoir jamais vu : le Spin Destructeur.
Le 7 mars 2024, la bande-annonce de la saison 2 est publiée, intitulée « Season 2 Trailer | LEGO NINJAGO Dragons Rising ». Elle révèle l'intrigue principale de la saison. Lord Ras, au commande du Clan des Loups maîtrisant la technique de combat du Spindestructeur, va profiter de la Lune de Sang pour ramener à la vie les Cinq Bannis. Pour l'arrêter, les Ninjas doivent s'entraîner auprès du Maître Dragon Egalt avant que la Lune de Sang ne tombe. Quelques heures plus tard, la bande-annonce est publiée dans plusieurs doublages, dont en français.
Le 8 mars 2024, le teaser qui avait été publié sur les réseaux sociaux d'Okoo trois jours plutôt est publié dans plusieurs doublages sur la chaîne YouTube de LEGO.
Le 13 mars 2024, un communiqué de presse est publiée sur France TV, où il est annoncé qu'« après un démarrage puissant de la saison 1 et près de 5 millions de téléspectateurs depuis son lancement », la deuxième saison de Ninjago : Le Soulèvement des Dragons sera diffusée en avant-première en France. Sur Okoo en streaming, les épisodes 1 à 5 seront disponibles le 31 mars 2024 et les épisodes 6 à 10 le 7 avril 2023. Sur France 4 à la télévision, les épisodes 1 à 10 seront diffusés deux par deux chaque dimanche à compter du 31 mars 2023. La partie 2, elle, composée des épisodes 11 à 20, arrivera plus tard dans l'année.
Le 14 mars 2024, un montage est publié, intitulé « Training Begins | LEGO NINJAGO Dragons Rising | Season 2 ». Cette compilation ne contient aucun dialogue et regroupe quelques scènes de l'entraînement des Ninjas sous le regard du Maître Dragon pour apprendre la technique du Dragon Volant, capable de rivaliser face au Spindestructeur.
Le 16 mars 2024, un cinquième extrait de la saison 2 est publié, intitulé « Rising Dragon | LEGO NINJAGO Dragons Rising | Season 2 ». Les Ninjas s'entraînent pendant qu'Egalt le Maître Dragon et Rontu son amie les observent. Le groupe est découpé en deux : Sora et Riyu vont avec Rontu pour apprendre le Spinjitzu, tandis qu'Arin, Lloyd, Nya et Kai vont avec Egalt pour tenter de maîtriser la technique du Dragon Volant, alors que Braséra ne peut rien faire à cause de sa blessure au pied.
Le 20 mars 2024, un nouveau teaser est publié sur les réseaux sociaux d'Okoo, dans lequel des images et des dialogues inédits sont montrés, dont les Cinq Bannis.
Le 30 mars 2024, un sixième extrait est publié, intitulé « Wyldfyre | LEGO NINJAGO® Dragons Rising | Season 2 ». Braséra se repose à cause de sa jambe cassée et Kai vient la voir en lui disant qu’il part en mission, Braséra veut venir mais ne peut pas à cause de sa jambe.
Le 31 mars 2024, les deux premiers épisodes de la saison sont diffusés sur France 4 à 9h et, une heure plus tard, les cinq premiers épisodes sont publiés en streaming sur France TV et Okoo. À cette occasion, la page d'accueil du site de France TV est mis au couleur de la saison 2.
Le 4 avril 2024, les dix premiers épisodes sortent en streaming sur Netflix à travers le monde.
Le 7 avril 2024, les épisodes 6 à 10 sortent en streaming sur France TV et Okoo, concluant la partie 1.
Le 16 avril, un septième extrait publié, intitulé « Wyldfyre Rant | LEGO NINJAGO® Dragons Rising | Season 2 » . Braséra tente tant bien que mal de rejoindre Sora et Riyu dans leur entraînement avec Rontu pour apprendre le Spinjitzu, malgré sa jambe blessée. Rontu lui explique que bien qu'elle soit vaillante, Braséra doit laisser son corps se reposer.
Le 19 avril, un huitième extrait est publiée, intitulé « Search for the Mallet | LEGO NINJAGO® Dragons Rising | Season 2 ». Sora, Arin, Lloyd et Zane tentent d'en apprendre plus sur le Maillet de la Destruction, afin de savoir pourquoi Cinder l'a volé pour Ras. Ils espionnent donc Fédulian, le gérant du magasin d'antiquités, qui informe son acolyte Hantro du vol du Maillet et de l'enquête des Ninjas. L'équipe par aussitôt à sa recherche.
Le 26 avril, un neuvième extrait est publié, intitulé « Sibling Rivalry | LEGO NINJAGO® Dragons Rising | Season 2 ». Nya et Kai doivent s'affronter dans un jeu d'agilité sous le regard d'Egalt. L'entraînement se transforme rapidement en confrontation, au grand désarroi d'Egalt, qui met un terme à l'épreuve.
Le 1er mai, un dixième extrait est publié, intitulé « Time for a Quest | LEGO NINJAGO® Dragons Rising | Season 2 ». Cole, Zane et Scolette s'apprêtent à partir vers le Royaume de Mystérium. Ils comptent retrouver la sorcière ayant créé Scolette afin de savoir comment empêcher Ras d'effectuer le rituel de la Lune de Sang.
Le 8 mai, un onzième extrait est publié, intitulé « Arin's Spinjitzu Training | LEGO NINJAGO® Dragons Rising | Season 2 » . Arin ne parvient pas à s'améliorer malgré de nombreux efforts. Sora et Riyu essaient de le réconforter mais sans succès, le jeune ninja est démotivé.
Le 15 mai, un douzième extrait est publié, intitulé « Mech Battle | LEGO NINJAGO® Dragons Rising | Season 2 ». Au Monastère de Mystérium, Cole et Gandalaria combattent les Agents de l'Administration venus récupérer leur équipement Zane.
Le 25 juillet, le teaser de la partie 2 est publié sur YouTube, intitulé « Part 2 is coming… | LEGO NINJAGO® Dragons Rising | Season 2 ». La vidéo ne contient aucun dialogue mais présente les premières images du Tournoi des Sources, parmi lesquelles on retrouve les Ninjas, Cinder, Roby ou encore le Dragon Source du Mouvement. Plus tard dans la journée, Ninjago : Le Soulèvement des Dragons a droit à son propre panel d'exposition lors de la San Diego Comic Con 2024, durant lequel l'équipe donne quelques détails supplémentaires au sujet de la partie 2 de la saison 2, en plus de la projection d'un extrait de l'épisode 11.

## Produits dérivés
Pour la saison 2, LEGO a produit 13 sets, 3 gimmicks et 1 polybag répartis en 3 vagues sorties séparément.

### Vague de janvier 2024
La première vague de la saison 2 comporte 6 sets, 3 gimmicks et 1 polybag. Révélés officiellement le 1er décembre 2023, ces ensembles sont mis en vente le 1er janvier 2024. Cette vague est accompagnée par la sortie de la mini-saison 1, dont les épisodes visent à promouvoir les ensembles 71806, 71807 et 71808,,.
|       | N°                      | Nom original (anglais) | Pièces |
| ----- | ----------------------- | ---------------------- | ------ |
| 30674 | Zane's Dragon Vehicle   | 55                     |        |
| 71801 | Kai's Dragon Glider     | 24                     |        |
| 71802 | Nya's Dragon Glider     | 26                     |        |
| 71803 | Arin's Dragon Glider    | 27                     |        |
| 71804 | Arin's Battle Mech 4+   | 104                    |        |
| 71805 | Jay's Battle Mech       | 78                     |        |
| 71806 | Cole's Earth Mech       | 235                    |        |
| 71807 | Sora's Tech Mech        | 209                    |        |
| 71808 | Kai's Fire Mech         | 322                    |        |
| 71809 | Egalt the Master Dragon | 532                    |        |

### Vague de mars 2024
La deuxième vague de la saison 2 comporte 7 sets. Révélés officiellement le 1 décembre 2023 et le 31 janvier 2024, ces ensembles sont mis en vente le 1er mars.
|       | N°                            | Nom original (anglais) | Pièces |
| ----- | ----------------------------- | ---------------------- | ------ |
| 71810 | Riyu the Baby Dragon          | 132                    |        |
| 71811 | Arin's Ninja Off-Road Buggy   | 267                    |        |
| 71812 | Kai's Ninja Climbing Mech     | 623                    |        |
| 71813 | The Shadow Dojo               | 1190                   |        |
| 71815 | Kai's Source Dragon Battle 4+ | 120                    |        |
| 71817 | Lloyd's Elemental Power Mech  | 253                    |        |
| 71819 | The Dragonstone Temple        | 1212                   |        |

### Vague de juin 2024
La troisième vague de la saison 2 comporte 6 sets et 1 polybag. Révélés officiellement le 1er mai 2024, ces ensembles sont mis en vente le 1er juin en Europe et le 1er août en Amérique du Nord.
|       | N°                          | Nom original (anglais) | Pièces |
| ----- | --------------------------- | ---------------------- | ------ |
| 30675 | Tournament Training Grounds | 49                     |        |
| 71814 | Tournament Temple City      | 3489                   |        |
| 71816 | Zane's Ice Motorbike        | 84                     |        |
| 71818 | Tournament Battle Arena     | 659                    |        |
| 71820 | Ninja Combo Vehicle         | 576                    |        |
| 71821 | Cole's Titan Dragon Mech    | 1055                   |        |
| 71822 | Source Dragon of Motion     | 1716                   |        |